# Intellectuels pour la souveraineté
 (juillet 2020).
Pour les articles homonymes, voir IPSO (homonymie).
Les Intellectuels pour la souveraineté (IPSO) sont un regroupement d’universitaires, de chercheurs et d’auteurs québécois en 1995, dont l’objectif principal est de promouvoir et de légitimer l’idée de souveraineté du Québec sur le plan intellectuel. L’organisation cherche à intervenir dans les débats publics en produisant des réflexions, des analyses et des publications favorables à l’indépendance du Québec, en s’appuyant sur diverses disciplines telles que la philosophie, l’histoire, la science politique ou encore l’économie. L’IPSO se distingue par une volonté de dépasser les approches partisanes en offrant un cadre de réflexion critique sur la question nationale québécoise.
Ils œuvrent au Québec en préconisant sa souveraineté et la protection de la langue française.

## Fondation
Les Intellectuels pour la souveraineté ont été fondés le 21 juin 1995 avec le lancement du manifeste Oui au changement, signé par 100 intellectuels québécois, comprenant des gens des milieux de la recherche, des universités, de l'enseignement et de la culture qui ont tous à cœur le projet souverainiste québécois.

## Organisation de l'association

### Fonctionnement
Peut devenir membre des IPSO toute personne favorable à la souveraineté, qui consacre une partie de son temps aux activités intellectuelles et qui manifeste de l'intérêt pour les débats d'idées.
Les IPSO se réunissent annuellement en Assemblée générale afin d'élire leur futur Conseil d'administration. À cette occasion, ils déterminent leur plan d'action pour l'année à venir.
Les membres du C.A. se réunissent tous les mois et débattent régulièrement de questions d'actualités, en vue d'adopter des positions communes qui nourriront notamment la rédaction de textes collectifs.

### Les président(e)s
Le mandat de la présidence des IPSO est renouvelé chaque année. Depuis la fondation de l'association, sept personnes, issues du milieu universitaire québécois, ont assumé cette responsabilité, :
| Nom                     | Période   |
| ----------------------- | --------- |
| Michel Seymour          | 1995-1999 |
| Jocelyne Couture        | 1999-2001 |
| Pierre Noreau           | 2001-2003 |
| Ercilia Palacio-Quintin | 2003-2006 |
| Anne Legaré             | 2006      |
| Marylise Lapierre       | 2006-2008 |
| Gilbert Paquette        | 2008-2012 |
| Pierre Paquette         | 2013-2014 |
| Gérald McNichols        | 2014-2015 |
| Pierre Serré            | 2015-2018 |
| Jean-François Payette   | 2018-2021 |
| Florent Michelot        | 2021-     |

Actuellement, le président des IPSO est Florent Michelot.

## Actions de diffusion
Les IPSO diffusent leurs réflexions par le biais de textes collectifs et organisent régulièrement des conférences.
Ainsi, chaque année, les IPSO organisent 5 à 6 soirées-débats où interviennent universitaires, professionnels, élus ou représentants de groupes afin d'alimenter leurs réflexions. De plus, ils préparent un colloque tous les ans pour conclure leur cycle de discussions.

## Cadre d'action
Les actions des IPSO sont conduites dans une optique d'autonomie par rapport aux positions des partis politiques et des autres mouvements souverainistes, tout en agissant en faveur de la solidarité entre les divers groupes œuvrant pour l'indépendance nationale. Cet objectif de convergence se traduit par la promotion d'un projet de pays en l'approfondissant et en l'actualisation à travers les débats de société et les enjeux d'actualité qui marquent la vie de la nation québécoise.